# بوتیک ایر
بوتیک ایر (به انگلیسی: Boutique Air) یک شرکت هواپیمایی با کد یاتا 4B است. دفتر مرکزی بوتیک ایر در سان فرانسیسکو، ایالات متحده آمریکا واقع شده‌است و به ۱۰ مقصد، پرواز مستقیم انجام می‌دهد.